# تدريس

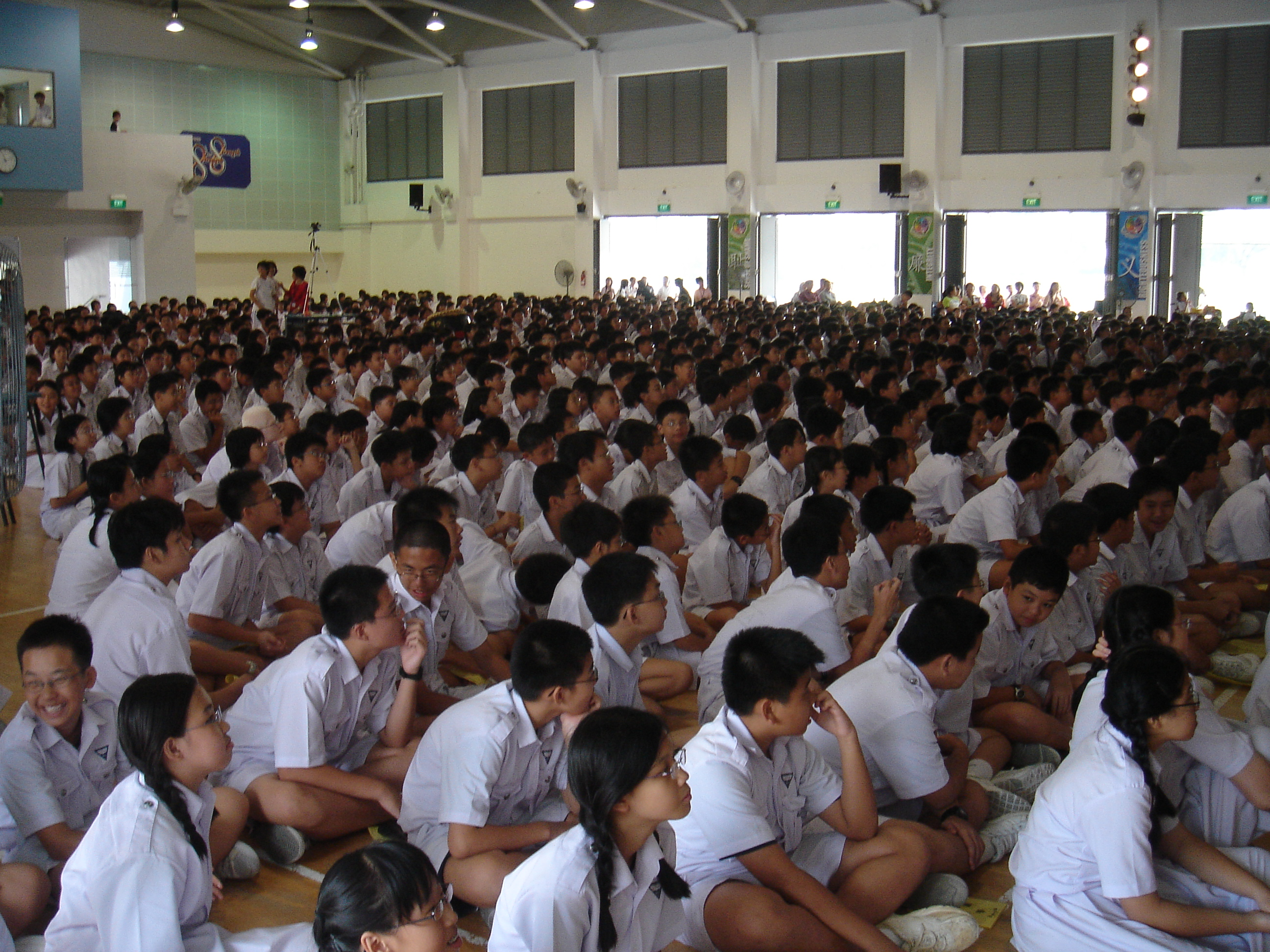
تجمع طلاب من مدرسة نان هوا المدرسة الثانوية في سنغافورة. الصورة أخذت في عام 2006.

التدريس هو الممارسة التي ينفذها المدرس بهدف نقل المهارات (المعرفة والبراعة والتعامل مع الآخرين) إلى المتعلم أو الطالب أو أي جمهور آخر في سياق مؤسسة تعليمية. يرتبط التدريس ارتباطًا وثيقًا بالتعلم، وهو نشاط الطالب المتمثل في تخصيص هذه المعرفة. يعتبر التدريس جزءًا من المفهوم الأوسع للتعليم.

## المهنة
المُدَرِّس أَو المُعَلِّمٌ هُو من يمتَلِك قَدْرَ مِن العِلم والمعرفَة ويَقُوم بِإِيصالِهَا (نقْلُهَا) إِلى الآخرِين، أو كمساعد وميسر للطلبة على اكتساب المعرفة أو الكفاءة أو الفضيلة، من خلال ممارسة التدريس.